# Goslar (huyện)
Goslar là một huyện ở Niedersachsen, Đức. Các huyện giáp ranh (từ phía nam theo chiều kim đồng hồ) là: Osterode, Northeim, Hildesheim và Wolfenbüttel, thành phố Salzgitter, và các bang Sachsen-Anhalt (huyện Harz) và Thüringen (Nordhausen).

## Lịch sử
Lịch sử của huyện gắn liền với thành phố Goslar.
Huyện Goslar được chính quyền Phổ lập vào thế kỷ 19. Thành phố Goslar đã không thuộc huyện này cho đến năm 1972, khi được sáp nhập vào huyện.

## Địa lý
Vùng này bao gồm khu vực tây bắc của dãy núi Harz. Vườn quốc gia Harz nằm trong huyện này. Đỉnh cao nhất là Wurmberg (971 m) gần Braunlage, cũng là đỉnh cao nhất ở bang Niedersachsen. Sông Oker chảy qua thung lũng Oker và rời Harz tại Vienenburg.

## Các thị xã và đô thị
| Thị xã                                                                                             | Samtgemeinden | Đô thị        |
| -------------------------------------------------------------------------------------------------- | --- | ------------- |
| 1. Bad Harzburg 2. Braunlage 3. Goslar 4. Langelsheim 5. Sankt Andreasberg 6. Seesen 7. Vienenburg | 1. Lutter am Barenberge 1. Hahausen 2. Lutter am Barenberge1 3. Wallmoden 2. Oberharz 1. Altenau2 2. Clausthal-Zellerfeld1, 2 3. Schulenberg im Oberharz 4. Wildemann2 | 1. Liebenburg |
| 1thủ phủ của Samtgemeinde; 2thị xã                                                                 | |               |